# Måns Lindbäck
Måns Jonas Lindbäck, född 4 augusti 1996 i Kalmar, är en svensk professionell ishockeyspelare som för närvarande spelar för HV71 i SHL.

## Klubbar
- Södertälje SK (2016–2021)
- HV71 (2021–)